# Лагуна
 Тази статия е за водния басейн.  За провинцията във Филипините вижте Лагуна (провинция).  За мъглявината вижте M8.
Лагуна (итал. laguna, от лат. lacus – езеро) е плитък водоем, залив, съединяващ се с морето с тесен проток (или протоци) или отделен от него с пясъчна коса (пясъчен бар) или коралов риф.
Вследствие слабата връзка с морето или пълното ѝ обособяване лагуната има по-висока или по-ниска соленост и специфични лагунни наслаги, собствена флора и фауна. Лагуните се образуват в резултат на отчленяване на участък от крайбрежната акватория на море или езеро с пясъчен бар или коса или друга акумулативна форма. Лагуните, отчленени с пясъчна коса или бар, са с удължена форма и са разположени предимно успоредно на брега. Бреговете от лагунен тип могат да се простират на хиляди километри (например бреговете на Мексиканския залив).
В англоезичната литература като лагуни често се приемат и лиманите, които се образуват около устията на реките. Обикновено лагуните имат по-голяма площ и издължена форма успоредна на брега, докато лиманите са просто потопена речна долина, отделена (напълно или частично) от морето с пясъчна коса.
По българското крайбрежие типична лагуна представлява Поморийското езеро, което сега е превърнато в солници. Езерата, образувани при устията на реките Ропотамо и Велека, се наричат лагуни, въпреки че по произход те са по-скоро лимани. Лагуните, които са напълно отделени от морето или океана могат да са с прясна или бракична вода.
Една от най-известните лагуни е Венецианската лагуна, намираща се в северната част на Адриатическо море. Тя има площ 550 квадратни километра, от които 8% е суша във вид на острови.
Като лагуни също се приемат и плитчините, които се намират зад коралов риф или плитчина в океаните, но при тях има постоянен водообмен с океана и те са със същата соленост. Лагуните, образувани зад коралов риф често представляват вътрешната зона на атол. При този тип атолови лагуни в някои участъци дълбочината може да е значителна.
Лагуните често са уникални природни биотопи. Те служат за приют на водни птици, диви животни и риби. Много лагуни не съдържат думата „лагуна" в името си.
В Латинска Америка често думата лагуна се използва за назоваване на реки.